# Campodesmus circuli
Campodesmus circuli är en mångfotingart som först beskrevs av Schiotz.  Campodesmus circuli ingår i släktet Campodesmus och familjen Campodesmidae. Inga underarter finns listade i Catalogue of Life.